# Israeliter

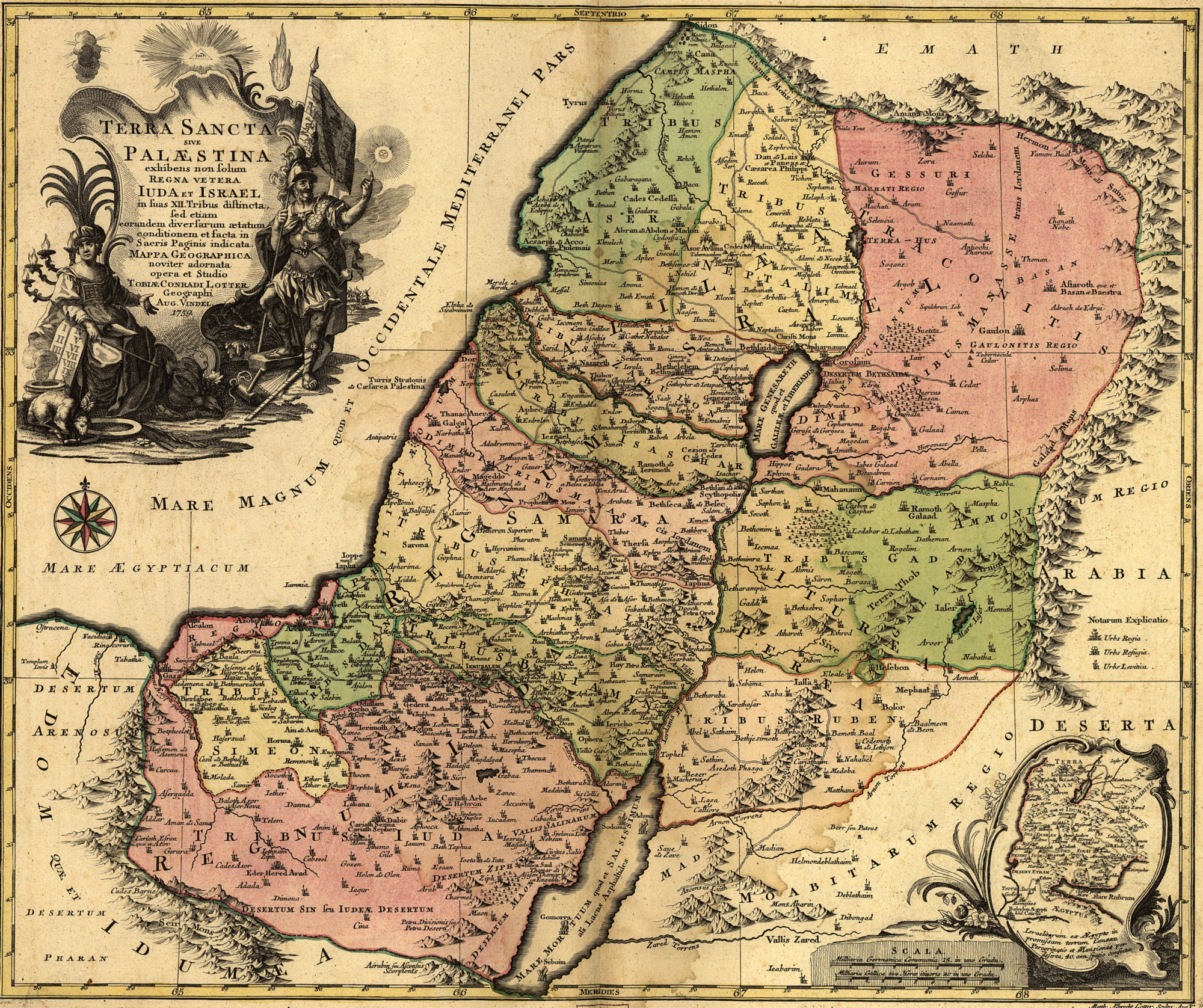
Gamla Testamentets uppdelning av landet mellan de tolv stammarna. — Från vänster, norrut:
Juda·Simeon·Dan·Benjamin·Efraim·Manasse (hitom Jordan)·Isaskar·Sebulon·Aser — I inlandet, söderut: Naftali·Manasse (bortom Jordan)·Gad·Ruben. Levi stam fick städer men inget landområde.

Israeliter, Israels folk och Israels barn är i Bibeln benämningar på det folk som har patriarken Jakob (Israel) som stamfar. Folket delades efter Jakobs söner upp i olika stammar – tolv eller tretton stycken beroende på definition. Tio av stammarna skingrades i samband med Assyriens erövring av landet. Därefter kom den kvarvarande Juda stam att ge upphov till begreppet judar.

## Uppdelning
Folket delades tidigt in i tolv stammar utifrån sin härkomst från Jakobs tolv söner:

- Ruben
- Simon (Simeon)
- Levi
- Juda
- Dan
- Naftali
- Gad
- Asher
- Isaskar
- Sebulon
- Josef
- Benjamin

Josefs stam delades senare i två stammar, Efraim och Manasse.. Därmed blev antalet stammar tretton, varav alla utom Levi stam hade egna landområden.

## Historik
Namnet omnämns i Första Moseboks 32:a kapitel i Bibeln och även i inskriptionen på Merneptahstelen, en sten som listar militära kampanjer utförda av faraon Merneptah och beskriver hur israeliterna bekämpats. De anges vara ett folk som bebor Kanaan, men beskrivs ännu inte som ett kungarike.
När israeliterna hade erövrat Kanaans land blev det uppdelat i tolv delar. Levi stam fick inte en egen landdel, eftersom leviterna var präster som skulle tjänstgöra inför Gud. Kanaan delades också med andra folkstammar som filistéer och kanaanéer. Detta ledde i sin tur till många strider, bland annat den mellan David och Goliat.
Fram till 700-talet före Kristus förmodas stammarna ha haft tydliga identiteter, även om äktenskap mellan personer från olika stammar var vanliga. De tolv stammarna fördelades under århundradena efter Salomos regeringstid på de båda rikena Israel och Juda på så sätt att Juda dominerades av Benjamin och Juda, medan de övriga främst bodde i Israel. De tio stammar som fanns i Israel kallas även för de försvunna stammarna, eftersom deras kända historia upphör i och med den assyriska erövringen av Israel år 722 f.Kr.
Efter att Israels rike gick under kom begreppet israeliter att användas om folk som tillhörde Juda stam. Därmed blev begreppet Juda stam synonymt med judar.